# Onésimo Sánchez
Onésimo Sánchez González (Valladolid, 14 de agosto de 1968), também conhecido apenas por Onésimo, é um ex-futebolista  e treinador de futebol espanhol que atuava como atacante. Atualmente comanda o.Celta B.

## Carreira
Tendo atuado a maior parte de sua carreira como jogador no Valladolid, onde se profissionalizou em 1986, Onésimo chamou a atenção em sua primeira passagem com a camisa dos Pucelanos pela habilidade em driblar, embora fosse também criticado por seu excesso de individualidade, fazendo com que ele perdesse várias chances de gol, rendendo ao atacante apenas 9 bolas nas redes adversárias em 135 jogos disputados.
Na temporada 1988–89, atuou em 16 jogos pelo Cádiz, e seu desempenho chamou a atenção de Johan Cruijff, que o levou para o Barcelona. Porém, a passagem do atacante pelo time principal dos Blaugranas em La Liga resumiu-se a apenas 2 jogos, enquanto na equipe B foram 18 partidas e 4 gols. Seu único título como jogador de futebol foi também no Barcelona, vencendo a Copa del Rey de 1989–90
Defendeu também Rayo Vallecano, Sevilla, Burgos e Palencia, onde encerrou a carreira em 2002, aos 33 anos.

## Carreira como treinador
Seu primeiro time como treinador foi o Valladolid B, na temporada 2006–07, onde voltaria em 2009–10. Em 2008, teve uma curta passagem pelo Huesca, que durou 11 jogos.
Entre fevereiro e abril de 2010, assumiu o time principal do Valladolid, regressando ao Huesca no mesmo ano .
Treinou ainda Real Murcia e Toledo antes de assinar com o Girona para ser auxiliar-técnico. Desde janeiro de 2020, Onésimo comanda o Celta B.

## Carreira internacional
A carreira internacional de Onésimo foi apenas pela seleção sub-21 da Espanha, em 1987, atuando em uma partida.
Ele jogou também uma vez pela seleção de Castela e Leão, em 1998.

## Títulos
Barcelona
- Copa del Rey: 1989–90